# Arvid Wallman
Arvid Wallman, född 3 februari 1901 i Göteborg, död 25 oktober 1982 i Västra Frölunda, var en svensk simhoppare, som vann olympiskt guld i raka hopp i Antwerpen 1920. Han deltog även i olympiska sommarspelen i Paris 1924, där han blev åtta. Wallman tävlade för Simavdelningen 1902.